# Corts de Barcelona (1454-1458)
Les Corts Catalanes varen ser convocades per Joan de Navarra com a lloctinent del rei Alfons el Magnànim a Barcelona entre 1454 i 1458. Era President de la Generalitat Bernat Guillem Samasó.
Varen ser unes Corts molt crispades entre el rei i la noblesa barcelonina bigaire que ocupava els càrrecs de la Diputació del General. Per a entendre aquest posicionament de caràcter polític més que institucional, cal remuntar-se al final de la crisi dels remences en què el rei s'havia posicionat a favor del partit barceloni de la Busca. Les maniobres reials al consistori de Barcelona per a afavorir la presència d'aquest partit en un espai tradicionalment ocupat per l'oligarquia representada per la Biga, s'incrementen mitjançant la figura del nou lloctinent, Galceran de Requesens, qui acabarà protagonitzant una dissolució il·legal del Consell de Cent per a imposar els seus candidats.
La mateixa convocatòria ja va ser protestada perquè no va ser feta pel rei, absent a Nàpols des de feia anys, sinó pel lloctinent i germà del rei, Joan de Navarra, el futur rei d'Aragó.
La llista de greuges que havien de ser resolts per la corona eren nombrosos. Els ajornaments de les sessions per tensions polítiques també. Alfons jugà la carta de la seva possible tornada i les Corts condicionen el donatiu de 400.000 florins a la seva tornada, resolució dels greuges i una estada mínima de quatre mesos. Si es produïa una dissolució abans d'atendre tots els greuges, l'acord quedava sense efecte.
El rei no va tornar de Nàpols i va morir el 27 de juny de 1458.